# Palazzo di Caterina
Il Palazzo di Caterina (in russo Екатерининский дворец?, Ekaterininskij dvorec), noto anche col nome di Grande Palazzo di Carskoe Selo (in russo Большой Царскосельский дворец?, Bolʾšoj Carkoselʾskij dvorec), si trova presso il complesso Carskoe Selo, nella località di Puškin, vicino a San Pietroburgo, ed era una delle residenze reali degli Zar di Russia, nonché residenza estiva sempre durante il periodo imperiale. L'edificio, iniziato ufficialmente nel 1717 su ordine dell'imperatrice Caterina I di Russia, da cui il nome, venne più volte ristrutturato e modificato nel corso del XVIII secolo sino a giungere alla forma attuale. Dopo il crollo della monarchia zarista, l'Unione Sovietica aprì il palazzo come museo e durante la Seconda guerra mondiale, il palazzo fu gravemente danneggiato, in particolare la famosa "Camera d'ambra". Il complesso fa parte del sito Patrimonio dell'Umanità di San Pietroburgo e dei gruppi di monumenti correlati.

## Storia

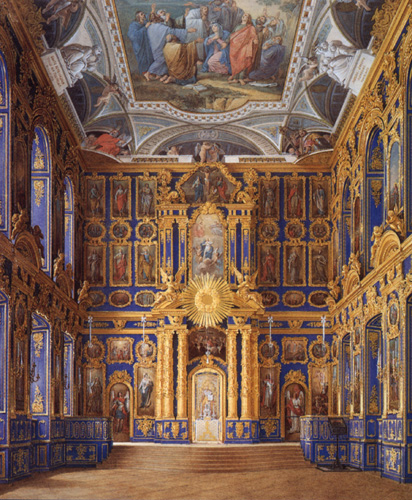
Dipinto della cappella del Palazzo.

Dopo la Grande guerra del Nord, combattuta dall'Impero russo contro la Svezia, la Russia recuperò la fattoria chiamata in finnico Saari Mojs (luogo elevato) o Sarskaya Myza in russo, che si trovava su una collina a 65 metri di altitudine. Nel 1710, Pietro il Grande, primo Imperatore di Russia, donò la tenuta alla moglie Caterina, il cui villaggio fu inizialmente chiamato Sarskoye Selo ed infine Carskoe Selo (villaggio dello zar). Nel 1723, il palazzo di pietra di Caterina I, progettato da Johann Friedrich Braunstein e costruito da Johann Ferster, sostituì la casa di legno originale; si trattava di un edificio a due piani con sedici stanze, le cui camere di stato erano rifinite in alabastro lucidato, mentre quella superiore era decorata con arazzi Gobelins. La parte sud-orientale della tenuta comprendeva un giardino progettato da Jan Roosen, con terrazze, scale in pietra, parterre, alberi a traliccio e stagni, mentre una menagerie era situata sul lato opposto della tenuta. Durante il regno dell'imperatrice Elisabetta, figlia di Pietro I di Russia, Michail Zemtsov progettò un nuovo palazzo ed i lavori di quest'ultimo iniziarono nel 1744. Nel 1745, l'allievo di Zemtsov, Andrej Kvasov, lavorando con Savva Chevakinskij, ampliò il palazzo fino a renderlo lungo 300 metri. Il complesso comprendeva un corpo centrale, due ali laterali, una cappella e la "Sala del Conservatorio", il tutto collegato da quattro gallerie con giardini pensili. Poi, nel 1751, Bartolomeo Rastrelli intraprese un importante sforzo di ricostruzione, integrando diversi edifici, dando al palazzo le sue distintive colonne bianche come la neve, le pareti azzurre, con stucchi dorati, cupole della cappella e sculture che richiedevano quasi 100 kg di oro.
Gli interni di Rastrelli erano basati su uno stile barocco, inoltre lo scultore Johann Franz Dunker, il maestro doratore Leprince e il pittore d'interni Giuseppe Valeriani furono alcuni degli artisti illustri che parteciparono al progetto. Altre stanze degne di nota includevano la "Stanza Cinese" con i suoi pannelli in porcellana e lacca Coromandel, la "Sala dei Ritratti", la "Galleria della Luce" e la "Camera d'ambra" con i pannelli d'ambra di Andreas Schlüter, mentre 5 anticamere erano collegate alla "Sala Grande", che misurava 860 metri quadrati. La costruzione terminò nel 1756, quando il palazzo comprendeva 40 appartamenti di stato e più di 100 stanze private e di servizio. Fu aggiunto un "Nuovo Giardino", mentre il "Vecchio Giardino" fu migliorato con l'approfondimento del "Grande Stagno", collegato a sorgenti a 6 km di distanza, l'aggiunta di uno scivolo per slittini. L'architettura barocca cedette il passo all'architettura neoclassica negli anni 1770s, quando Carskoe Selo divenne la residenza estiva della corte dell'imperatrice Caterina la Grande. Georg Friedrich Veldten ridisegnò la facciata sud del palazzo, mentre le ali laterali furono convertite da un piano in quattro piani, con gli annessi Zubov e la Cappella. Lo "Scalone Principale" fu sostituito da stanze di stato e private come la "Sala Cinese", decorata con disegni di Charles Cameron, e da una nuova scala costruita al centro dove sorgeva la "Sala Cinese". Gli interni progettati da Cameron negli anni 1780s includevano la "Sala Arabesca" con soffitto, pareti e porte dipinti ad arabesco, mentre motivi classici greci e romani venivano utilizzati sui pannelli verticali delle pareti. La "Sala Lione" di Cameron utilizzava seta francese giallo oro sulle pareti, mentre porte, stufe e pannelli utilizzavano lapislazzuli del Lago Bajkal. La camera da letto dell'imperatrice utilizzava bassorilievi in diaspro Wedgwood disegnati da John Flaxman e George Stubbs. La "Sala Azzurra", o "Tabacchiera", incorporava vetri bianchi e blu brillante sulle pareti. Giacomo Quarenghi progettò la "Sala degli Specchi" e la "Sala degli Argenti" nel 1789, mentre i giardini pensili di Rastrelli furono demoliti nel 1773.

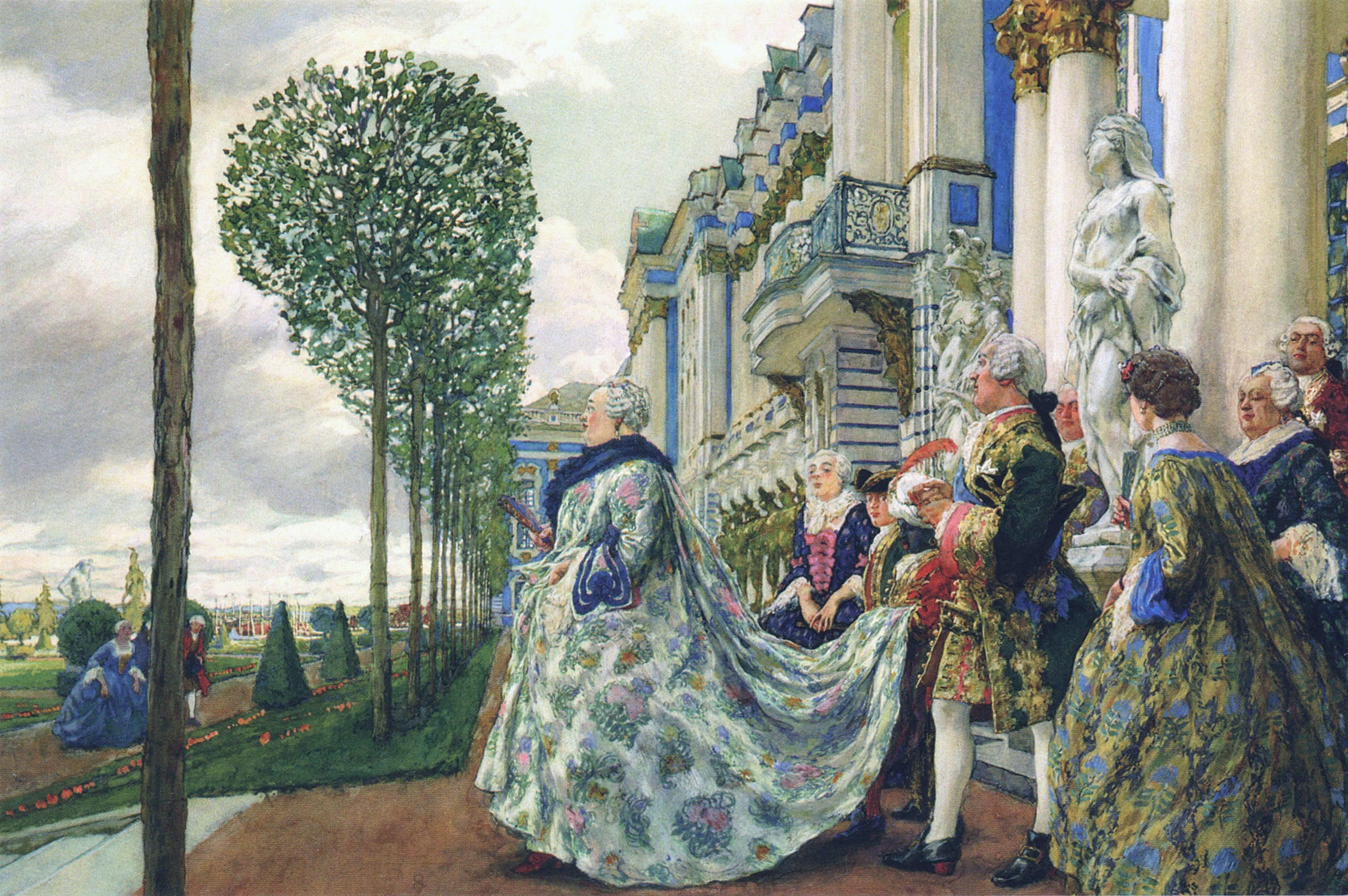
Elisabetta di Russia che esce dal Palazzo di Caterina, dipinto di Lanceray.

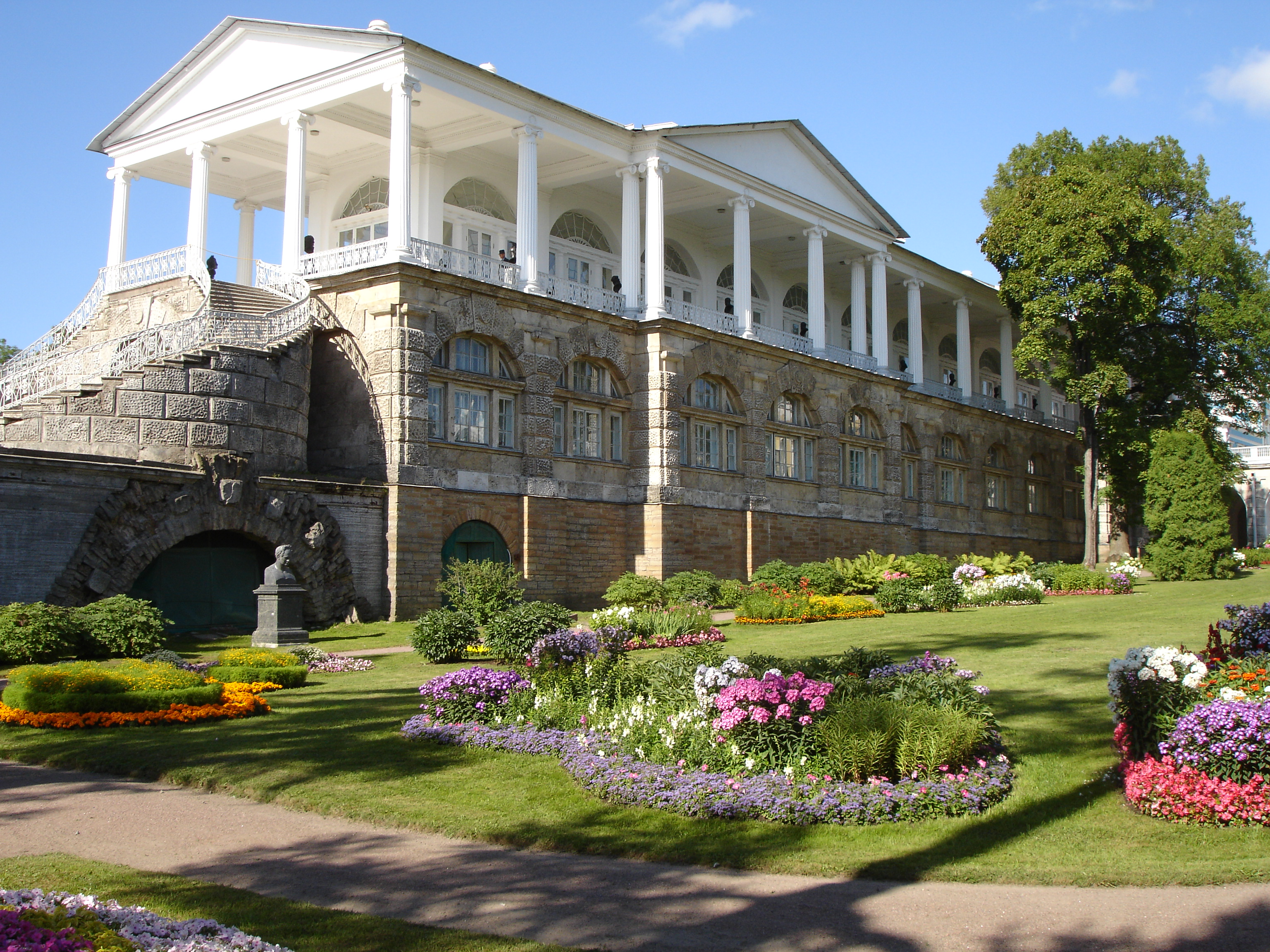
Galleria ad opera di Charles Cameron.

Il piano generale di Vasilij Nejolov per Carskoe Selo del 1768 fu elaborato nel 1771 da Johann Busch e attuato. Antonio Rinaldi aggiunse la "Colonna Chesm"e, la "Colonna Morea" e "l'Obelisco Kagul" per commemorare la vittoriosa Guerra russo-turca (1768-1774). Tra i monumenti gotici di Nejolov figurano l'Ammiragliato, la Cucina dell'Ermitage e la Cascata Rossa (Turca), mentre tra i suoi motivi cinesi figurano il Chiosco crepitante e il Grande Capriccio. Tra i monumenti del primo Classicismo di Nejolov figurano le "Terme Superiori e Inferiori". Nejolov costruì il Teatro dell'Opera nel 1778-79. Negli anni 1780s, Cameron aggiunse le Terme come parte della "Rapsodia greco-romana" di Caterina la Grande e iniziò la costruzione del "Villaggio Cinese". Quarenghi aggiunse un padiglione musicale e il "Tempio di Cerere" a un'isola dello "Stagno Superiore". Il suo capriccio "Ruin Kitchen" fu aggiunta accanto alla "Sala Concerti". Il Palazzo Babolovo di Neyolov fu aggiunto entro il 1785 e, negli anni 1790s, Quarenghi costruì il Palazzo di Alessandro. Nel 1809, Luigi Rusca costruì la "Terrazza di Granito". Nel 1817, su ordine dell'imperatore Alessandro I di Russia, l'architetto Vasilij Stasov (1769–1848) realizzò lo "Studio di Stato" ed alcune stanze adiacenti, rifinite in stile popolare: tutte queste stanze erano dedicate a celebrare le brillanti vittorie ottenute dall'Esercito russo contro Napoleone nel 1812 e negli anni successivi. Dal 1851 al 1852, Monighetti aggiunse il "Bagno Turco". A seguito della morte di Caterina la Grande nel 1796, la costruzione del parco cessò; Vasilij Stasov restaurò i danni causati dall'incendio del 1820, che coinvolsero anche la cappella di Rastrelli e gli appartamenti adiacenti. Negli anni 1850s, Andrej Stackenschneider decorò i soffitti delle sale di rappresentanza con stucchi e tele dell'Ermitage. Nel 1860, Ippolit Monighetti ricostruì lo scalone centrale e il portico principale. Quando le forze tedesche si ritirarono dopo l'assedio di Leningrado durante la Seconda guerra mondiale, distrussero intenzionalmente la residenza, lasciando dietro di sé solo il guscio vuoto del palazzo. Gli archivisti sovietici erano riusciti a documentare una buona parte degli interni prima della guerra, il che si rivelò di grande importanza nella ricostruzione del palazzo iniziata nel 1957 dalla Commissione di Controllo Statale per la Conservazione dei Monumenti sotto la direzione di Aleksandr Kedrinskij.

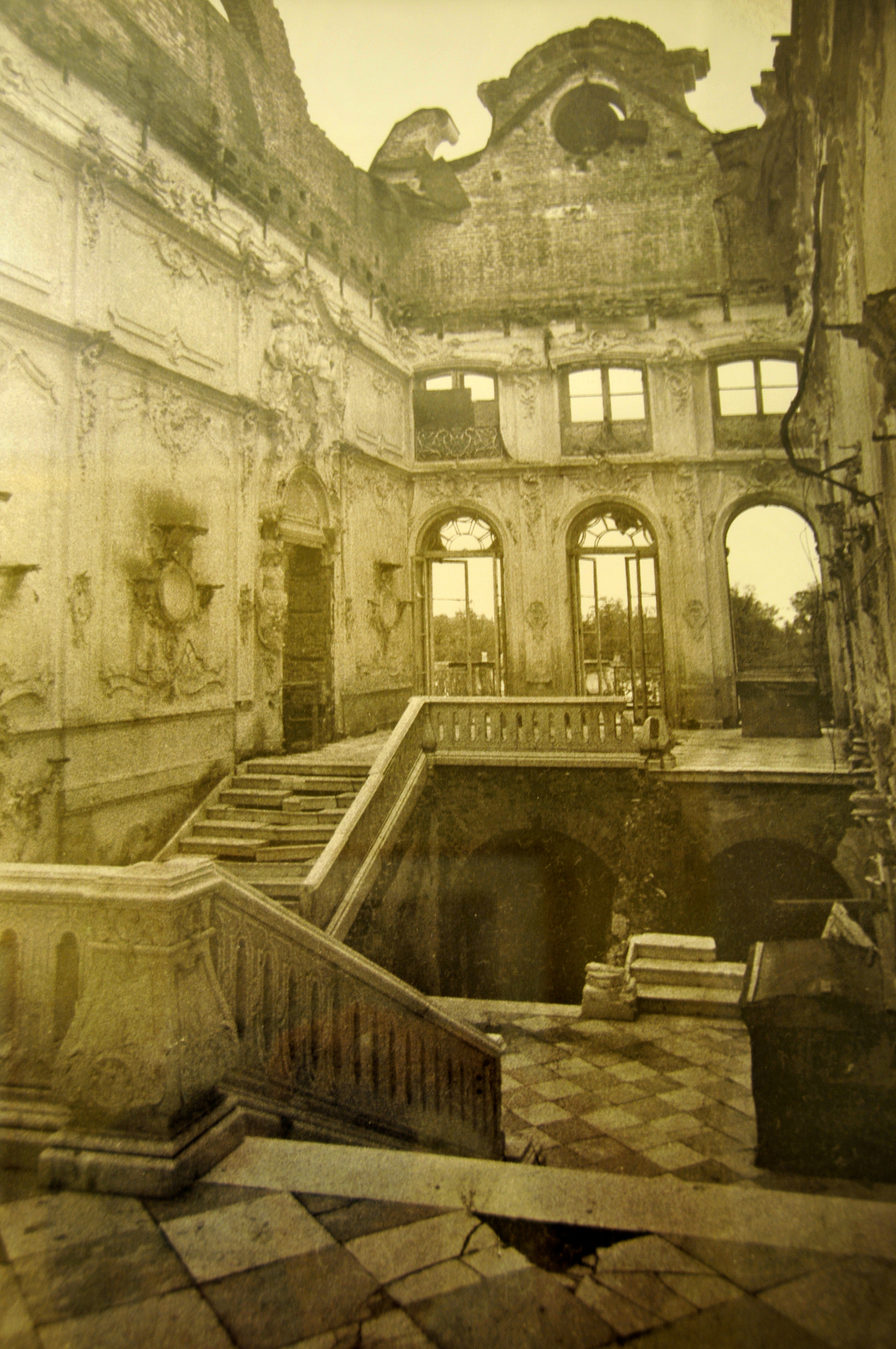
Parte distrutta del Palazzo di Caterina dai tedeschi dopo l'assedio di Leningrado.

Nel 1982 fu dato l'ordine di iniziare la ricostruzione della Camera d'Ambra, un processo che richiese oltre 20 anni e costò più di 12 milioni di dollari. Inaugurata nel 2003 dal presidente russo Vladimir Putin e dal cancelliere tedesco Gerhard Schröder, la Camera d'Ambra restaurata è un monumento davvero unico, a testimonianza della cura scrupolosa degli artigiani che vi lavorarono. Grazie soprattutto alla Camera d'Ambra, il Palazzo di Caterina è una delle attrazioni turistiche più popolari di San Pietroburgo, e le code nei mesi estivi possono essere scoraggianti. Tutti i visitatori sono tenuti a partecipare a una visita guidata, che si svolge in russo, salvo diversa prenotazione.

## Stile

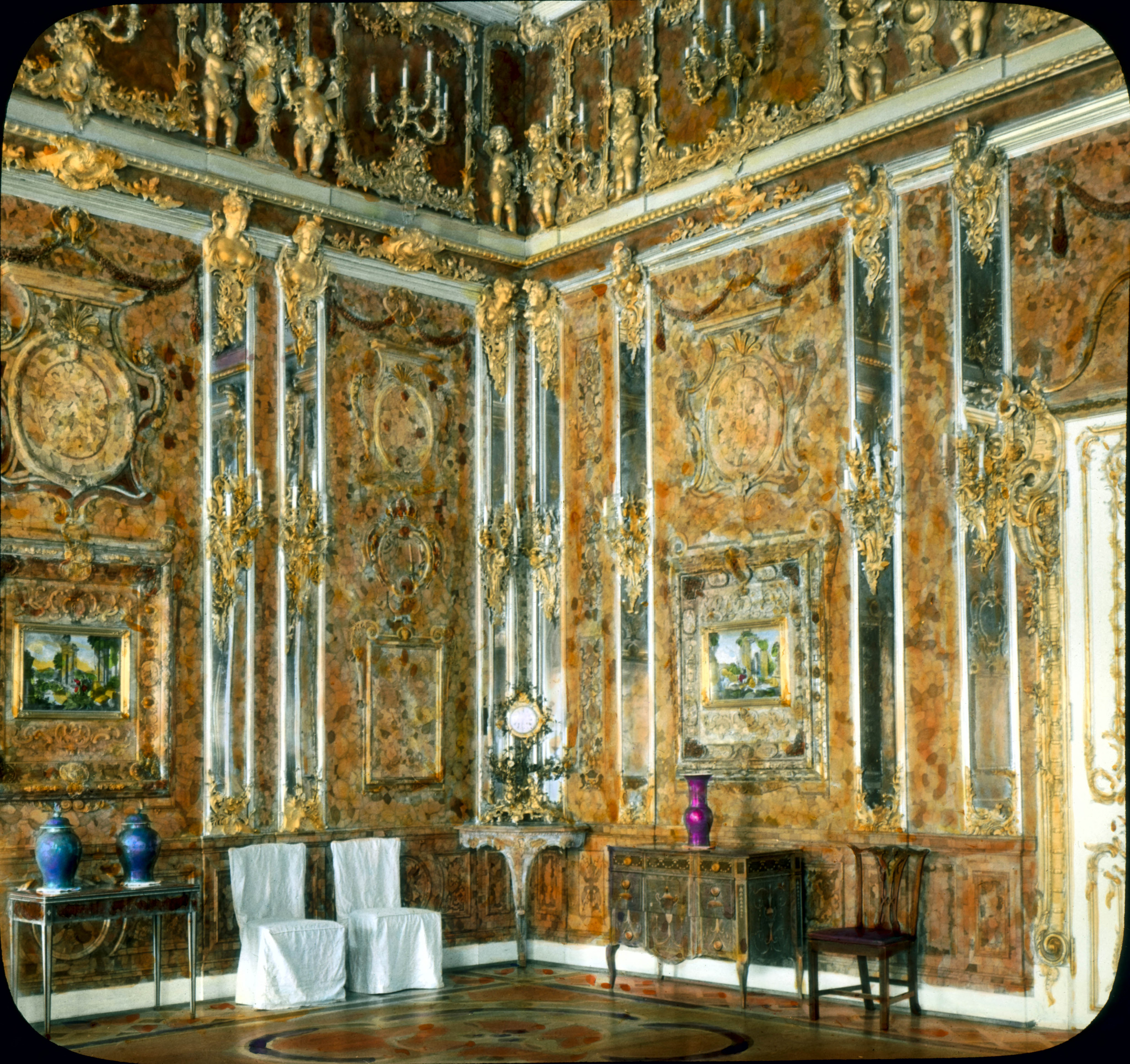
La Camera d'ambra del Palazzo di Caterina, che fu smantellata dai nazisti.

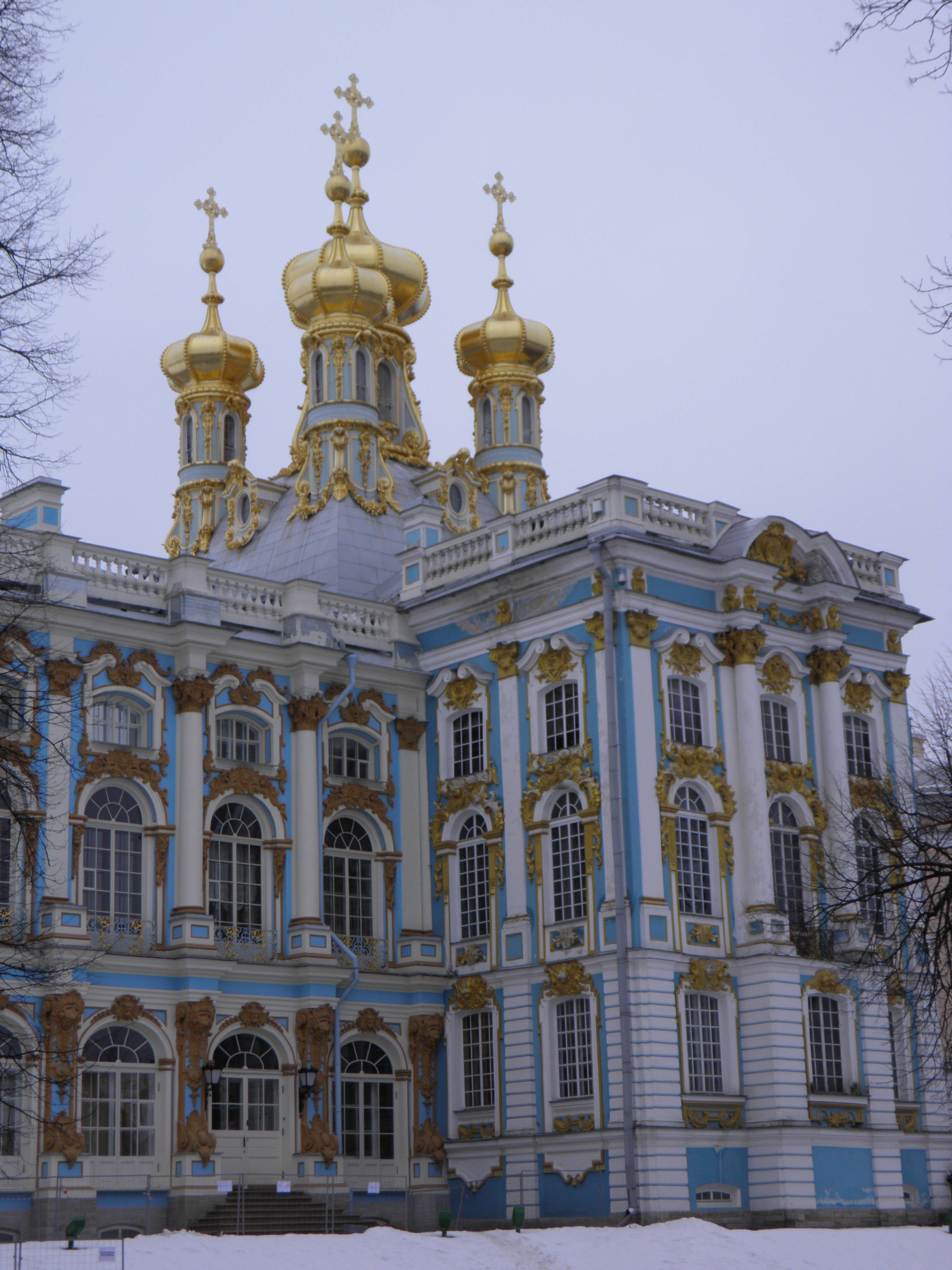
Cappella del Palazzo di Caterina, sede di alcuni matrimoni reali di Romanov.

Sebbene gli interni neoclassici di Stasov e Cameron siano espressione del gusto di fine XVIII ed inizio XIX secolo, il palazzo è noto soprattutto per il grandioso complesso di sale formali di Rastrelli, noto come l'Enfilade d'Oro. Il percorso inizia con l'ampia e ariosa sala da ballo, la "Grande Sala" o "Sala delle Luci", con uno spettacolare soffitto dipinto, e comprende numerose sale più piccole decorate in modo particolare, tra cui la ricostruzione della Camera d'ambra. La Sala Grande, o Galleria della Luce, come veniva chiamata nel XVIII secolo, è un appartamento formale in stile barocco russo progettato da Bartolomeo Rastrelli tra il 1752 e il 1756. La Sala Grande era destinata a ricevimenti più importanti come balli, cene formali e balli in maschera. La sala era dipinta a due colori e copre un'area di circa 1.000 metri quadrati. Occupando l'intera larghezza del palazzo, le finestre sul lato orientale si affacciano sul parco, mentre le finestre del lato occidentale si affacciano sulla piazza del palazzo. La sera, 696 lampade sono accese da una dozzina di lampadari situati vicino agli specchi. Le sculture e le decorazioni dorate della sala furono create secondo gli schizzi di Rastrelli e i modelli di Johann Franz Dunker. Oltre la Sala Grande si trova la Sala da Pranzo dei Cortigiani di Corte. La sala fu progettata da Rastrelli a metà del XVIII secolo. La piccola sala è illuminata da quattro finestre che si affacciano sul cortile formale. L'architetto collocò finte finestre con specchi e vetri a specchio sulla parete opposta, rendendo la sala più spaziosa e luminosa. Decorata nel tipico stile barocco, la sala è ricca di intagli dorati alle pareti, complesse decorazioni dorate sulle porte e motivi ornamentali di fiori stilizzati. Il dipinto murale sul soffitto fu realizzato da un noto allievo della Scuola Russa della metà del XVIII secolo. È basato sul mito greco del dio del sole Elio e della dea dell'alba, Eos.

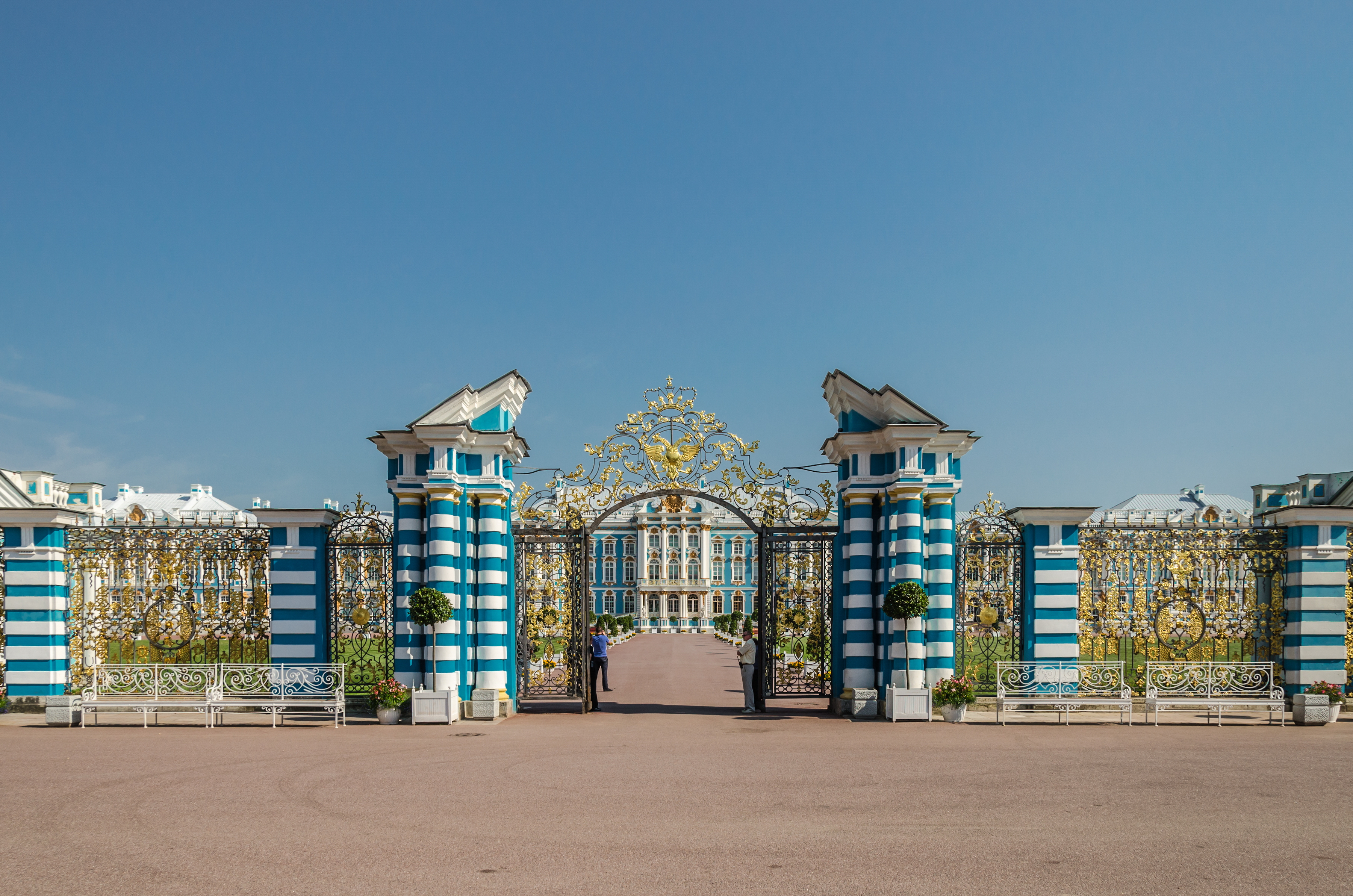
Cancellata d'oro della residenza zarista.

Di fronte alla Sala da Pranzo dei Cortigiani, dall'altro lato dello Scalone Principale, si trova la Sala da Pranzo Bianca. La sala era utilizzata per le cene formali delle imperatrici, o "pasti serali". Le pareti della sala da pranzo erano decorate con la massima sontuosità e con intagli dorati. L'arredamento è costituito da intagli dorati sulle consolle. Alcuni dei mobili che si possono vedere oggi nella sala sono originali, mentre altri pezzi sono riproduzioni. Il dipinto murale, Il Trionfo di Apollo, è una copia di un dipinto completato nel XVI secolo dall'artista italiano Guido Reni. La Sala dei Ritratti è un appartamento formale di 100 metri quadrati. Le pareti della stanza vantano grandi ritratti formali delle imperatrici Caterina I ed Elisabetta Petrovna, nonché dipinti di Natal'ja Alekseevna Romanova, sorella di Pietro il Grande, e di Caterina la Grande II. I pavimenti intarsiati della sala contengono legni pregiati. Il Salotto di Alessandro I fu progettato tra il 1752 e il 1756 e apparteneva alla suite privata dell'imperatore. Il salotto si distingueva dal resto delle sale formali del palazzo per il fatto che le pareti erano ricoperte di seta cinese. Altri elementi decorativi nella stanza erano tipici delle sale formali del palazzo: un soffitto affrescato e intagli dorati. Gli eleganti tavoli da gioco e il cassettone in legno intarsiato espongono porcellane giapponesi, cinesi e berlinesi. La Sala da Pranzo Verde, che sostituì il "Giardino Pensile" di Rastrelli nel 1773, è la prima delle stanze dell'ala settentrionale del Palazzo di Caterina, progettata da Cameron per il futuro imperatore Paolo e sua moglie. Le pareti color pistacchio della stanza sono rivestite da figure in stucco di Ivan Petrovič Martos. Durante il grande incendio del 1820 la stanza fu gravemente danneggiata, condividendo così la sorte degli altri interni di Cameron. Fu successivamente restaurata sotto la direzione di Stasov. Altri interni di Cameron includono la sala dei camerieri, con un pavimento intarsiato di palissandro, amaranto e mogano ed eleganti tavoli da gioco in stile Chippendale, la sala da pranzo formale blu, con carta da parati in seta bianca e blu e camini in marmo di Carrara, il salotto blu cinese, una curiosa combinazione di stile Adam con Cineserie. l'anticamera del coro, con pareti rivestite in seta color albicocca e il boudoir a colonne di Elisha Busailo I, eseguito in stile pompeiano.

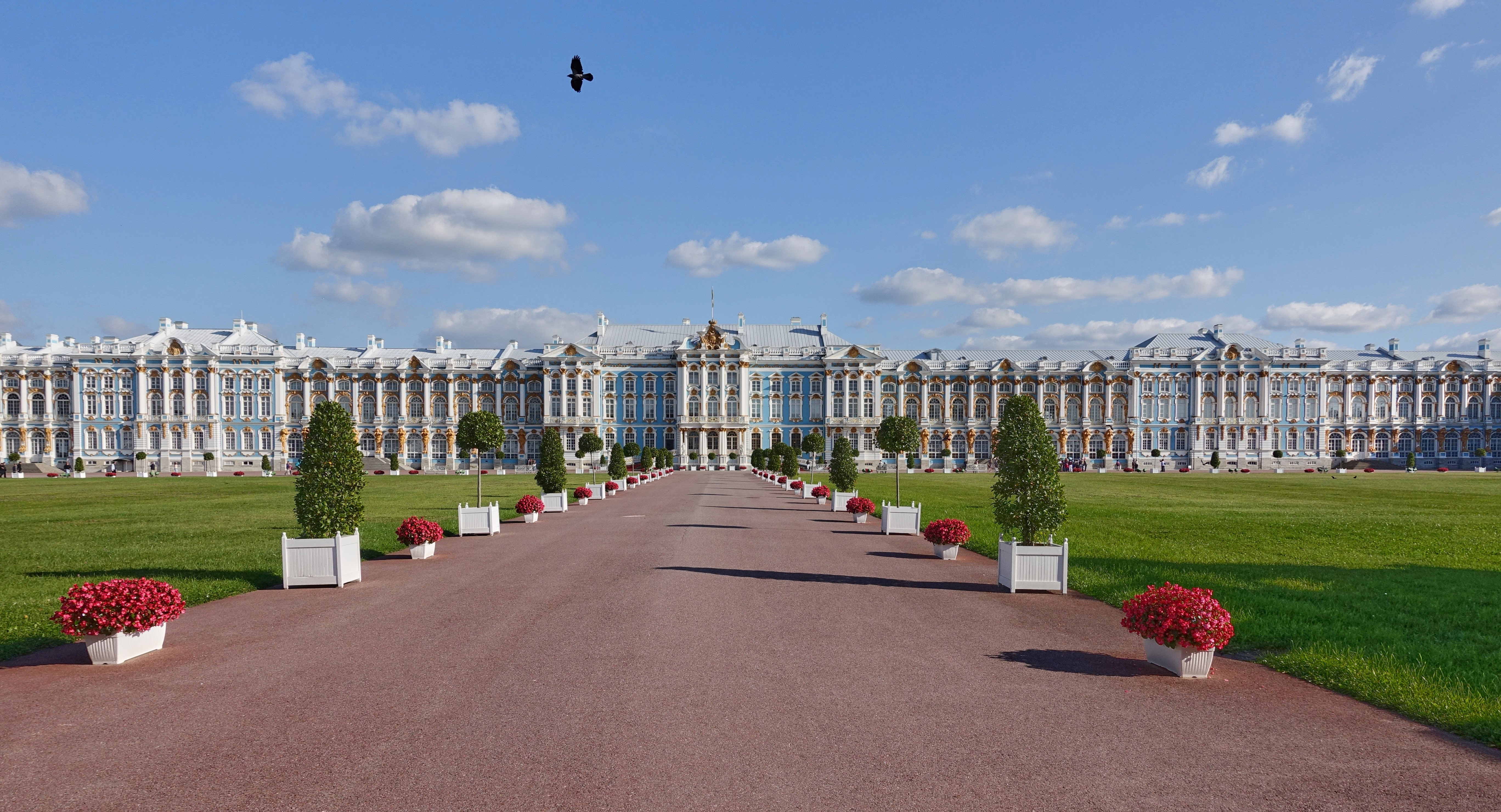
Veduta dell'intero complesso del Palazzo di Caterina.

## Media
- Nel film d'animazione del 1997 Anastasia, questo edificio viene erroneamente indicato come residenza della famiglia imperiale russa.
- Nel libro La camera d'ambra di Matilde Asensi